# Hofmillerstraße 34 (München)

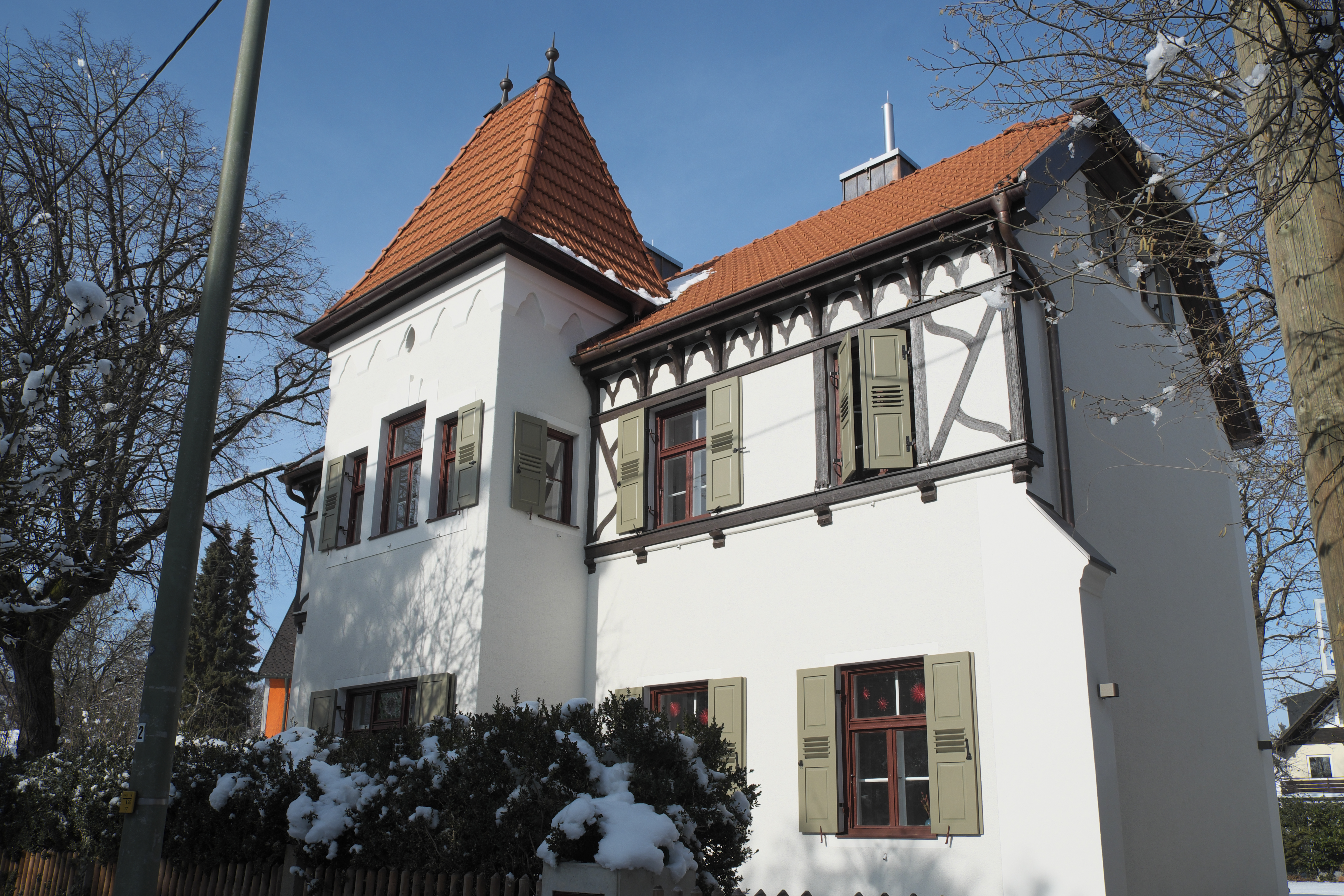
Haus Hofmillerstraße 34 in Obermenzing

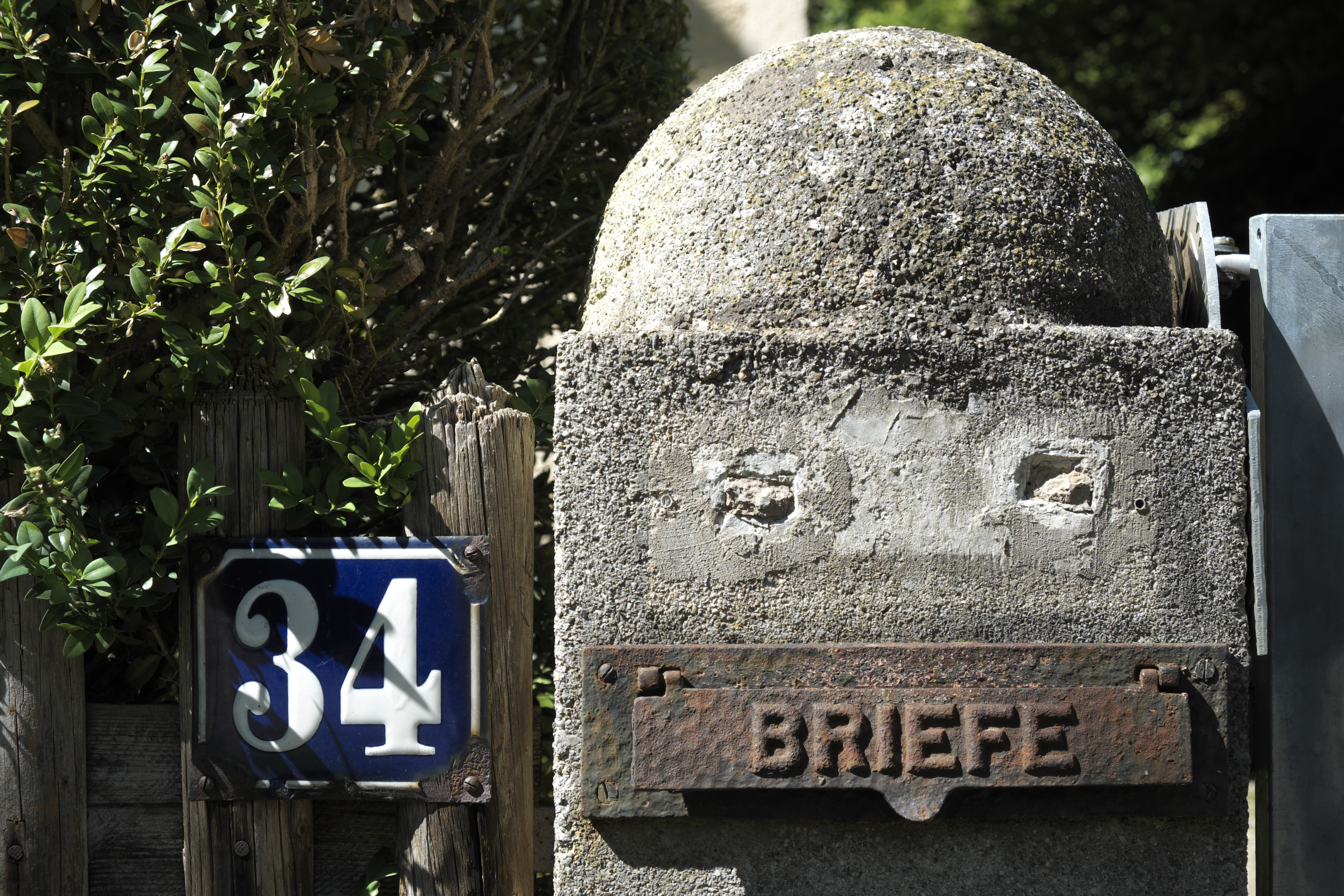
Einfriedung

Das Wohnhaus Hofmillerstraße 34 im Stadtteil Obermenzing der bayerischen Landeshauptstadt München wurde 1900 errichtet. Die Villa an der Hofmillerstraße ist ein geschütztes Baudenkmal.
Das Haus mit einem traufständigen Halbwalmdach wurde vom Büro August Exter erbaut. Zur Straße ist ein Erkerturm vorgesetzt. Das Obergeschoss wird von einem Blendfachwerk dekoriert.